# Вальє-де-Ока
Вальє-де-Ока (ісп. Valle de Oca) — муніципалітет в Іспанії, у складі автономної спільноти Кастилія-і-Леон, у провінції Бургос. Населення — 190 осіб (2010).
Муніципалітет розташований на відстані близько 230 км на північ від Мадрида, 31 км на схід від Бургоса.
На території муніципалітету розташовані такі населені пункти: (дані про населення за 2010 рік)
- Куева-Кардьєль: 31 особа
- Мосонсільйо-де-Ока: 13 осіб
- Вільяльбос: 19 осіб
- Вільяльмондар: 9 осіб
- Вільяломес: 68 осіб
- Вільянасур-Ріо-де-Ока: 50 осіб

## Демографія
Динаміка населення (INE ):

## Галерея зображень

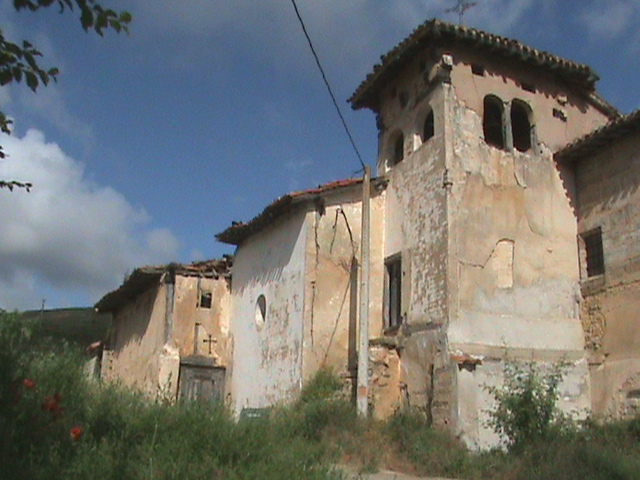
Церква у Вільяльбосі
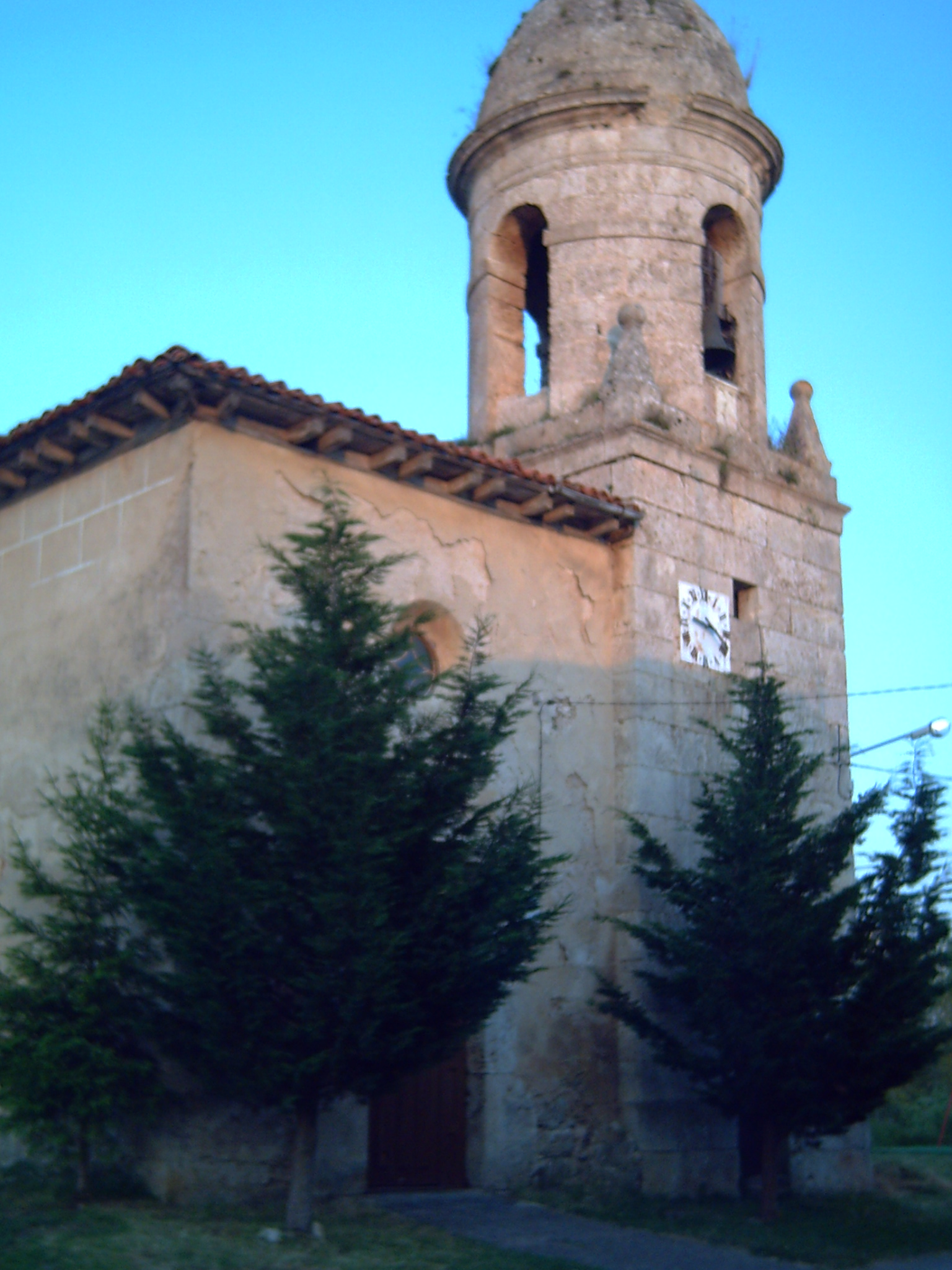
Церква У Вільяльмондарі